# 百年奥林匹克公园爆炸案
百年奥林匹克公园爆炸案是发生于1996年7月27日、亚特兰大奥运会举办期间美国佐治亚州亚特兰大的奥林匹克百年公园内的一次恐怖袭击。爆炸造成1人死亡、111人受伤，还有1人因为心脏病发作死亡。
这次袭击是由基督教恐怖主义组织天军成员埃里克·鲁道夫实施的。目的是惩罚总统比尔·克林顿的民主党政府在堕胎议题上的立场，并迫使正在举行中的奥运会取消。保安人员李察·朱威爾在爆炸前发现了其中的一枚炸弹并疏散了大部分观众。爆炸发生后，李察·朱威爾被联邦调查局错误地认为是嫌疑人，并遭到媒体强烈攻击。1996年10月，朱威爾洗清了所有的嫌疑。鲁道夫在1997年其实施的后续三次炸弹袭击中被FBI识别，并在2003年被逮捕。2005年8月22日，埃里克·鲁道夫被判处终身监禁。